# 541 (numero)
Cinquecentoquarantuno (541) è il numero naturale dopo il 540 e prima del 542.

## Proprietà matematiche
- È un numero dispari.
- È un numero difettivo.
- È il 100º numero primo.
- È un numero stellato.
- È un numero palindromo e un numero ondulante nel sistema di numerazione posizionale a base 20 (171).
- È un numero fortunato.
- È un numero congruente.
- È un numero odioso.
- È un numero intero privo di quadrati.
- È parte della terna pitagorica (341, 420, 541), (541, 146340, 146341).

## Astronomia
- 541 Deborah è un asteroide della fascia principale del sistema solare.
- NGC 541 è un galassia lenticolare della costellazione della Balena.

## Astronautica
- Cosmos 541 è un satellite artificiale russo.